# Arcidiecéze Asunción
Arcidiecéze Asunción (latinsky Archidioecesis Sanctissimae Assumptionis) je římskokatolická metropolitní arcidiecéze v Paraguayi, která jako metropole zahrnuje území celého státu.  V jejím čele stojí arcibiskup Adalberto Martínez Flores, jmenovaný papežem Františkem v roce 2022.

## Stručná historie
Diecéze vznikla v roce 1547, kdy byly vyčleněna z diecéze Cusco. V roce 1929 byla zřízena jako metropolitní arcidiecéze.